# 塘湖站
塘湖站是一个京沪线上的铁路车站，位于山东省济宁市微山县塘湖乡，建于1942年，目前为四等站，邮政编码为277603。目前客运：办理旅客乘降；不办理行李、包裹托运；不办理货运营业。